# Titularbistum Feradi Minus
Feradi Minus war eine antike Stadt in der römischen Provinz Byzacena bzw. Africa proconsularis in der Sahelregion von Tunesien.
Feradi Minus (italienisch Feradi Minore) ist ein ehemaliges Bistum der römisch-katholischen Kirche und heute ein Titularbistum.
| Titularbischöfe von Feradi Minus |                                          |                                      |                   |                 |
| Nr.                              | Name                                     | Amt                                  | von               | bis             |
| 1                                | Luiz Roberto Gomes de Arruda TOR         | Prälat von Guajará-Mirim (Brasilien) | 23. März 1966     | 26. Mai 1978    |
| 2                                | Salvador Q. Quizon                       | Weihbischof in Lipa (Philippinen)    | 9. Juni 1979      | 5. August 2016  |
| 3                                | Edmilson Tadeu Canavarros dos Santos SDB | Weihbischof in Manaus (Brasilien)    | 12. Oktober 2016  | 22. August 2024 |
| 4                                | José Roberto dos Reis CP                 | Weihbischof in Goiânia (Brasilien)   | 21. Dezember 2024 |                 |